# سليم العزابي
محمد سليم العزابي، مواليد تونس في عام 1978، وهو سياسي تونسي، يشغل منصب وزير الاستثمار والتعاون الدولي في حكومة إلياس الفخفاخ منذ 19 فبراير 2020.
حاصل على شهادة الأستاذية في «العملة المالية والاقتصاد الدولي» من جامعة تولوز في فرنسا، وحاصل على شهادة «الإدارة الاستراتيجية وإدارة الأداء» من ESCP-EUROP في فرنسا
بدأ حياته المهنية في المجال البنكي في التحويل والاستثمار في المغرب العربي وأفريقيا، ثم تولى عدة مهام استشارية في المغرب العربي وأفريقيا في مجال الحماية الاجتماعية والتأمين والتمويل والاستثمار لحساب عديد المؤسّسات الدّولية (البنك الدولي، البنك الأفريقي للتنمية..)، وكوّن خبرة بالإدارة الاستراتيجية وأداء الاستثمار في القطاع المالي في المنطقة.
في المجال السياسي، تولي مسؤوليات كبرى في الدولة حيث شغل مستشاراً أول لرئيس الجمهورية، ثم وزيراً مديراً للديوان الرئاسي.
انخرط في العمل السياسي في 2011, حيث كان من مؤسسي الحزب الجمهوري وخلال انتخابات أكتوبر 2011، اشتغل في الإدارة المركزية للحملة الانتخابية للقطب الديمقراطي الحداثي. وفي 9 أفريل 2012 انتخب عضواً في المكتب التنفيذي للحزب الجمهوري الموحد مسؤولاً على الشؤون المالية.
في أوت 2013 التحق بحركة نداء تونس، حيث كان عضواً في المكتب التنفيذي، وشغل خطة المدير التنفيذي للحملة الرئاسية للأستاذ الباجي قايد السبسي.
في أكتوبر 2018 استقال من رئاسة الجمهورية، وأشرف على مرحلة التأسيس لحركة تحيا تونس، حيث انتخب أميناً عاماً للحركة خلال مؤتمرها التأسيسي.